# 7. (Bayerisches) Artillerie-Regiment (Reichswehr)
Das 7. (Bayerisches) Artillerie-Regiment war ein Verband der Reichswehr.

## Geschichte
Das Regiment wurde am 1. Januar 1921 aus den Reichswehr-Artillerie-Regimentern 21, 23 und 24 des Übergangsheeres gebildet. Am 29. Mai 1922 erhielt das Regiment zusätzlich zu seinem Namen die landsmannschaftliche Bezeichnung „Bayerisches“.
Es war das einzige in Bayern stationierte Artillerieregiment der Reichswehr. An der Niederschlagung des Hitlerputsches im November 1923 nahmen einzelne Teile des Verbandes teil.
Im Zuge der Vergrößerung der Reichswehr wurde das Regiment am 1. Oktober 1934 in der ersten Welle gedrittelt. Jede alte Abteilung mit drei Batterien und zwölf Geschützen bildete nun ein neues Regiment mit acht Batterien. So entstanden ab diesem Zeitpunkt das Artillerie-Regiment „Nürnberg“ (AR 7), Artillerie-Regiment „Amberg“ (AR 10) und Artillerie-Regiment „München“ (AR 17).

### Garnisonen
- Nürnberg: Regimentsstab, III. Abteilung mit Stab, 7., 9. und Ausbildungs-Batterie
- Erlangen: 8. Batterie
- Würzburg: I. Abteilung mit Stab, 1. bis 3. Batterie
- Landsberg am Lech (Artilleriekaserne): II. Abteilung mit Stab, 4. und 6. Gebirgs-Batterie
- München: 5. Batterie

### Kommandeure
| Nr. | Name                                    | Beginn der Berufung | Ende der Berufung  |
| --- | --------------------------------------- | ------------------- | ------------------ |
| 1.  | Oberst Georg von Löffelholz von Kolberg | 1. Januar 1921      | 30. August 1923    |
| 2.  | Oberst Karl Theysohn                    | 1. September 1923   | 31. Januar 1926    |
| 3.  | Oberst Wilhelm Ritter von Leeb          | 1. Februar 1926     | 28. Februar 1928   |
| 4.  | Oberst Karl Eberth                      | 1. März 1928        | 31. Januar 1929    |
| 5.  | Oberst Oskar Vogl                       | 1. Februar 1929     | 30. November 1930  |
| 6.  | Oberst Friedrich Wilhelm Brandt         | 1. Dezember 1930    | 30. September 1932 |
| 7.  | Oberstleutnant/Oberst Oskar van Ginkel  | 1. Oktober 1932     | 30. September 1934 |

## Organisation

### Verbandszugehörigkeit
Das Regiment unterstand dem Artillerieführer VII der 7. (Bayerische) Division in München.

### Gliederung
Das Regiment hatte eine Stärke von 85 Offizieren sowie 1300 Unteroffiziere und Mannschaften. Es gliederte sich wie folgt:
I. Abteilung mit Stab, hervorgegangen aus dem Reichswehr-Artillerie-Regiment 23,
II. Abteilung mit Stab, hervorgegangen aus dem Reichswehr-Artillerie-Regiment 21,
III. Abteilung mit Stab, Nachrichtenzug und Trompeterkorps, hervorgegangen aus dem Reichswehr-Artillerie-Regiment 24,
Ergänzungs-Batterie, ab 23. März 1921 Ausbildungs-Batterie, hervorgegangen aus den Reichswehr-Artillerie-Regimentern 21, 23 und 24.
Die Stärke einer Batterie betrug sechs Offiziere sowie 120 Unteroffiziere und Mannschaften.

## Bewaffnung und Ausrüstung

### Hauptbewaffnung
Ausgestattet war der Verband mit Geschützen vom Kaliber 7,5 cm und 7,7 cm sowie einigen Haubitzen. Die 3. Batterie verfügte über die leichte Feldkanone 96/16.
Die 4. und 6. Batterie waren als Gebirgs-Batterien mit je vier Gebirgskanonen 15 (Kaliber 7,5 cm) ausgerüstet.

## Sonstiges

### Traditionsübernahme
Das Regiment übernahm durch Erlass des Chefs der Heeresleitung General der Infanterie Hans von Seeckt vom 24. August 1921 die Tradition der alten Regimenter.
- 1. Batterie: 2. Feldartillerie-Regiment „Horn“ und 11. Feldartillerie-Regiment
- 2. Batterie: 2. Fußartillerie-Regiment
- 3. Batterie: 5. Feldartillerie-Regiment „König Alfons XIII. von Spanien“ und 12. Feldartillerie-Regiment
- 4. Batterie: 4. Feldartillerie-Regiment „König“ und 9. Feldartillerie-Regiment
- 5. Batterie: 1. Fußartillerie-Regiment „vakant Bothmer“
- 6. Batterie: 1. Feldartillerie-Regiment „Prinzregent Luitpold“ und 7. Feldartillerie-Regiment „Prinzregent Luitpold“
- 7. Batterie: 3. Feldartillerie-Regiment „Prinz Leopold“
- 8. Batterie: 6. Feldartillerie-Regiment „Prinz Ferdinand von Bourbon, Herzog von Calabrien“ und 10. Feldartillerie-Regiment
- 9. Batterie: 3. Fußartillerie-Regiment
- Ausbildungs-Batterie: 8. Feldartillerie-Regiment „Prinz Heinrich von Preußen“

## Bekannte Regimentsangehörige
- General der Flakartillerie Walther von Axthelm: von 1921 bis 1923 als Abteilungsadjutant, von 1923 bis 1932 Zugführer und Batteriechef
- Generaloberst Friedrich Dollmann: von 1927 bis 1928 in der I. Abteilung, von 1928 bis 1929 Kommandeur der I. Abteilung
- General der Artillerie Karl Eberth: von 1922 bis 1923 Kommandeur der III. Abteilung, von 1923 bis 1928 im Regimentsstab, von 1928 bis 1929 Kommandeur des Regiments
- General der Artillerie Theodor Geib: von 1925 bis 1927 im Stab der II. Abteilung
- General der Flakartillerie Friedrich Heilingbrunner: von 1920 bis 1923 Batterieoffizier, von 1923 bis 1927 Batteriechef, von 1932 bis 1933 im Regimentsstab
- General der Flakartillerie Friedrich Hirschauer: von 1920 bis 1925  im Stab der III. Abteilung, von 1928 bis 1930 im Stabsverwendung, von 1930 bis 1932 Kommandeur der III. Abteilung, von 1932 bis 1934 im Regimentsstab
- Generaloberst Alfred Jodl: von 1921 bis 1923 Chef der 4. Gebirgs-Batterie, von 1927 bis 1928 Chef der 5. Batterie
- General der Artillerie Leonhard Kaupisch: 1923 im Stab der I. Abteilung, anschließend bis 1926 Kommandeur der I. Abteilung
- General der Artillerie Emil Leeb: von 1929 bis 1931 Kommandeur der II. Abteilung
- Generalleutnant Wilhelm Raithel (1894–1960): von Oktober 1920 bis Oktober 1923, von März 1928 bis Oktober 1932 als Chef der 2. Batterie, von Oktober 1932 bis Oktober 1934 im Stab der I. Abteilung
- General der Artillerie Oskar Vogl: ab 1925 Kommandeur der I. Abteilung, von 1929 bis 1930 Kommandeur des Regiments
- Generalleutnant Karl Zwengauer: von 1929 bis 1931 Kommandeur der II. Abteilung